# 上野廣小路站
上野廣小路站（日语：／ Ueno-hirokōji eki */?）是位於日本東京都台東區上野三丁目，屬於東京地下鐵銀座線的鐵路車站。車站編號是G 15。副站名是「松坂屋前」。

## 概要
本站設有非付費區換乘通道連接以下3個車站，因而在計算車費時被視為同一車站。
- 上野御徒町站：東京都交通局（都營地下鐵）大江戶線
- 御徒町站：東日本旅客鐵道（JR東日本）山手線、京濱東北線
- 仲御徒町站：東京地下鐵日比谷線－一般建議於上野站或銀座站換乘

但由於距離仲御徒町站稍遠，在上野站或銀座站轉乘日比谷線較為便利。另外，本站的轉乘廣播也未提及日比谷線。另一方面，銀座線與都營大江戶線的轉乘適用轉乘優惠。
2009年3月16日，沿著中央通，連結上野廣小路、仲御徒町、上野御徒町各站與京成上野站、上野站的地下通道開通（深夜早晨關閉），但兩方仍視為不同站。

## 歷史
- 1930年（昭和5年）1月1日：開業。
- 1941年（昭和16年）9月1日：東京地下鐵道、路線轉讓與帝都高速度交通營團（營團地下鐵）。
- 1996年（平成8年）2月：大江戶線聯絡通道與車站改善工程動工[3]。
- 2000年（平成12年）12月12日：都營大江戶線的上野御徒町站開業，該站及日比谷線仲御徒町站開始轉乘。
- 2001年（平成13年）6月：車站改善工程完工。總工程費約21億3000萬日圓[3]。
- 2004年（平成16年）4月1日：營團地下鐵民營化。銀座線與日比谷線由東京地下鐵繼承
- 2015年（平成27年）6月18日：引入發車音樂[4]。
- 2016年（平成28年）9月3日：構內通道進行切換。1號月台、2號月台可以在閘內的月台來往。

## 車站構造
對向式月台2面2線月台的地下車站。
澀谷方向剪票口的末廣町側在過去有連接1號出口的樓梯，之後改建為電梯。電扶梯在淺草方向剪票口與A3出入口之間，及往上野御徒町站方向的地下通道。由於月台之間沒有通道連結，前往另一月台須出站前往。
廁所在2號月台，附設多功能廁所。

### 月台配置
| 月台 | 路線   | 目的地                 |
| ---- | ------ | ---------------------- |
| 1    | 銀座線 | 日本橋、銀座、澀谷方向 |
| 2    | 銀座線 | 上野、田原町、淺草方向 |

（來源：東京地下鐵:構內圖 （页面存档备份，存于））

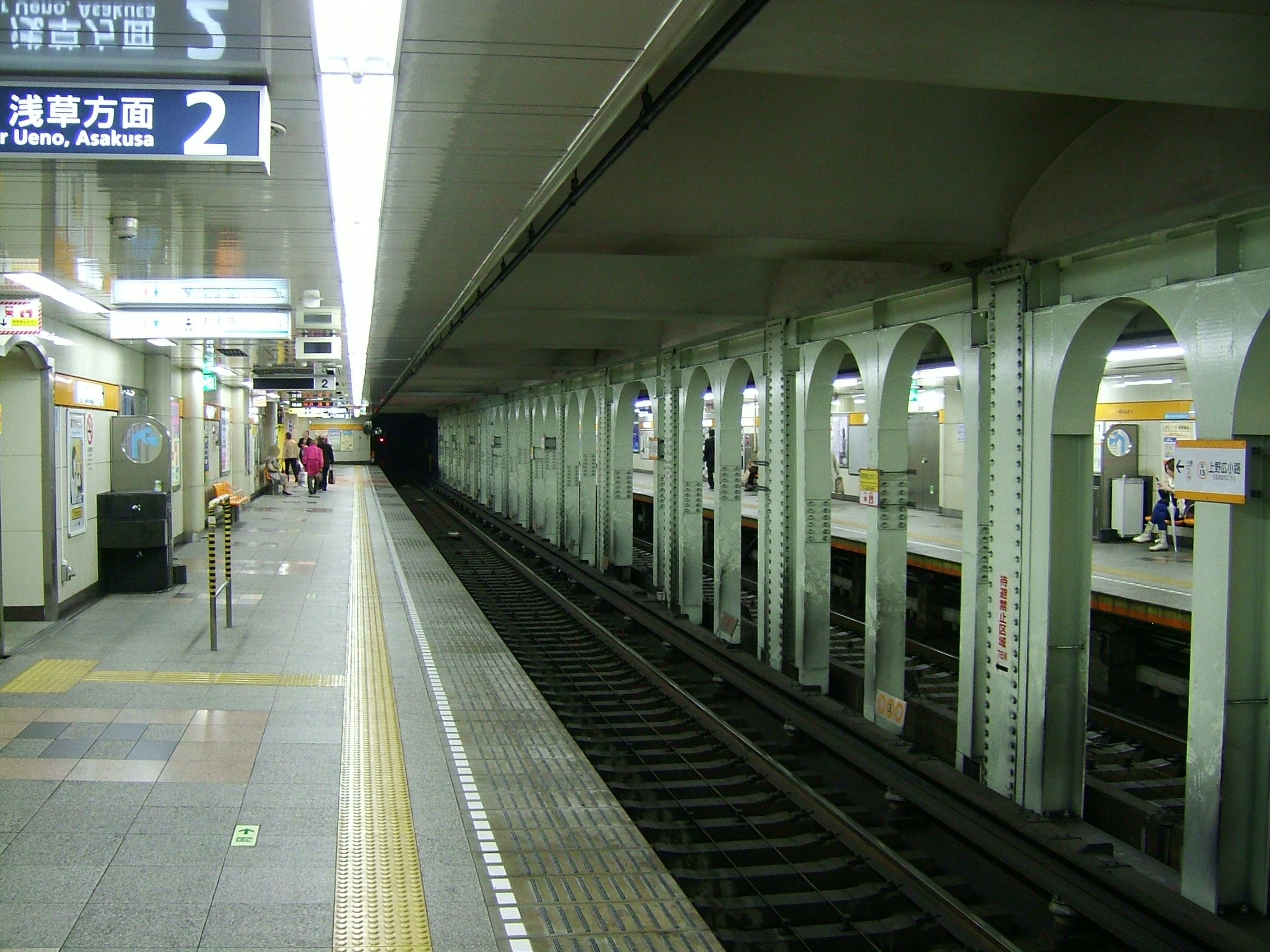
翻新前月台（2008年5月）
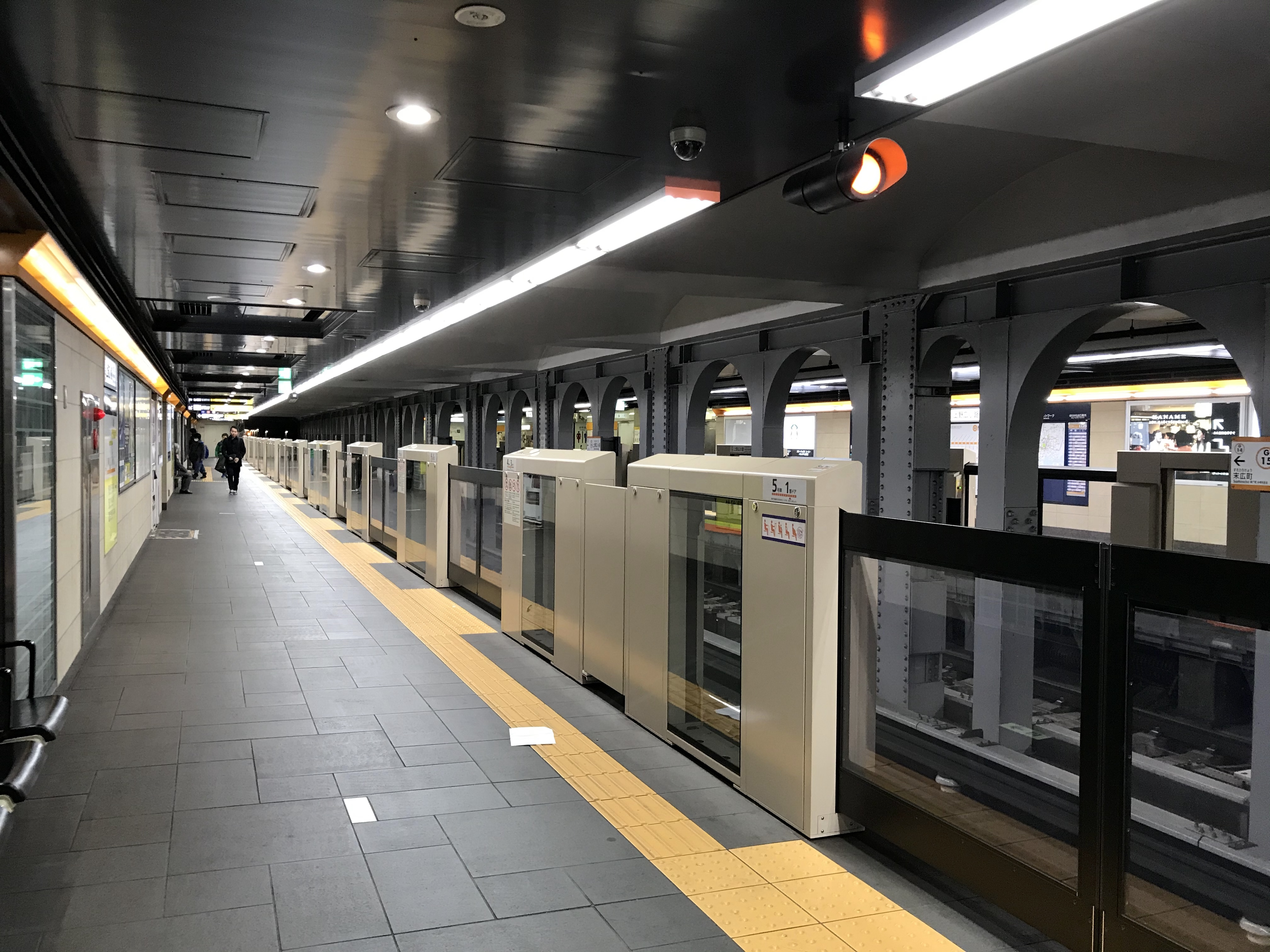
翻新後月台（2020年1月5日）
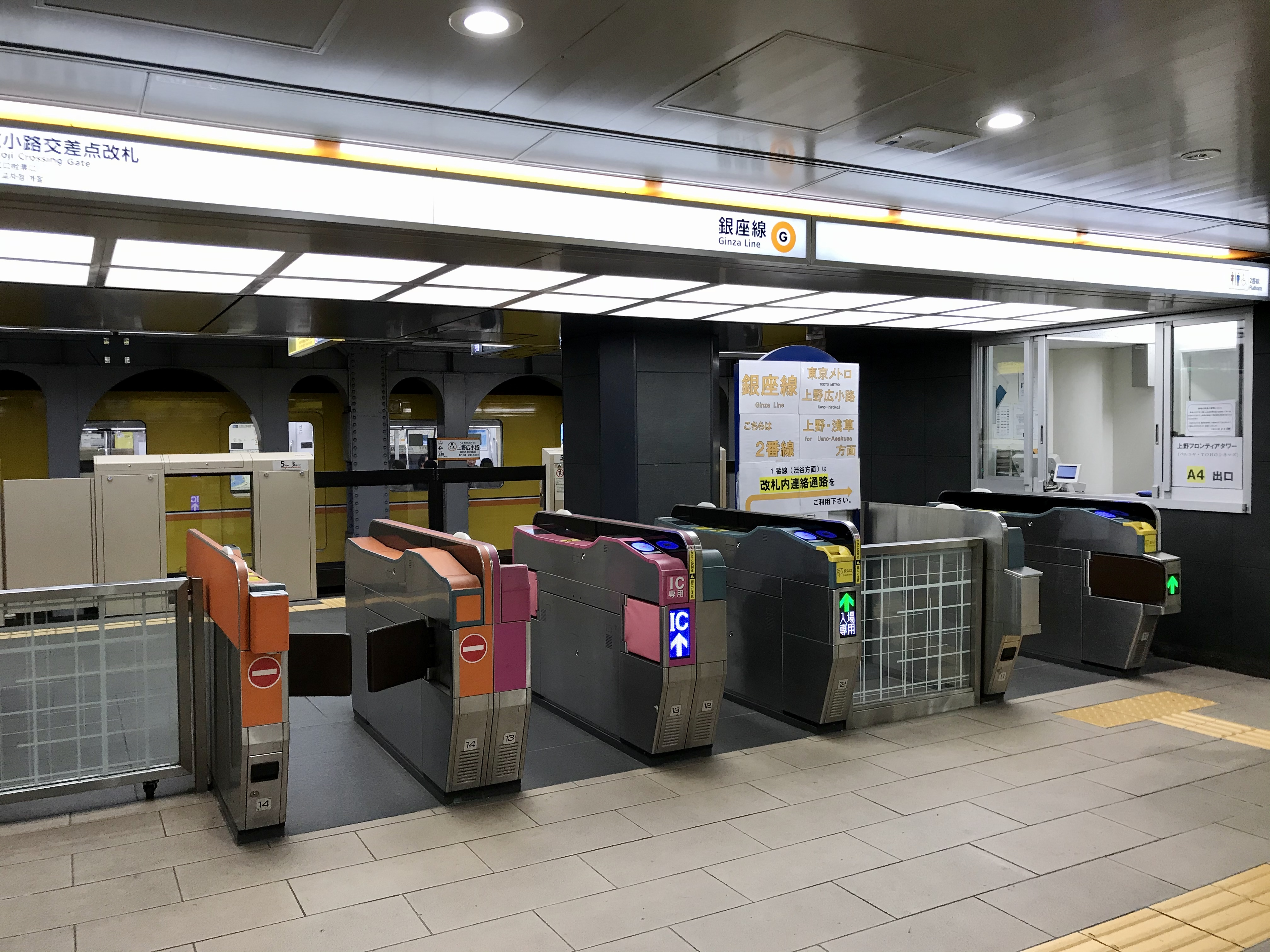
上野廣小路交差點閘口（2020年1月4日）
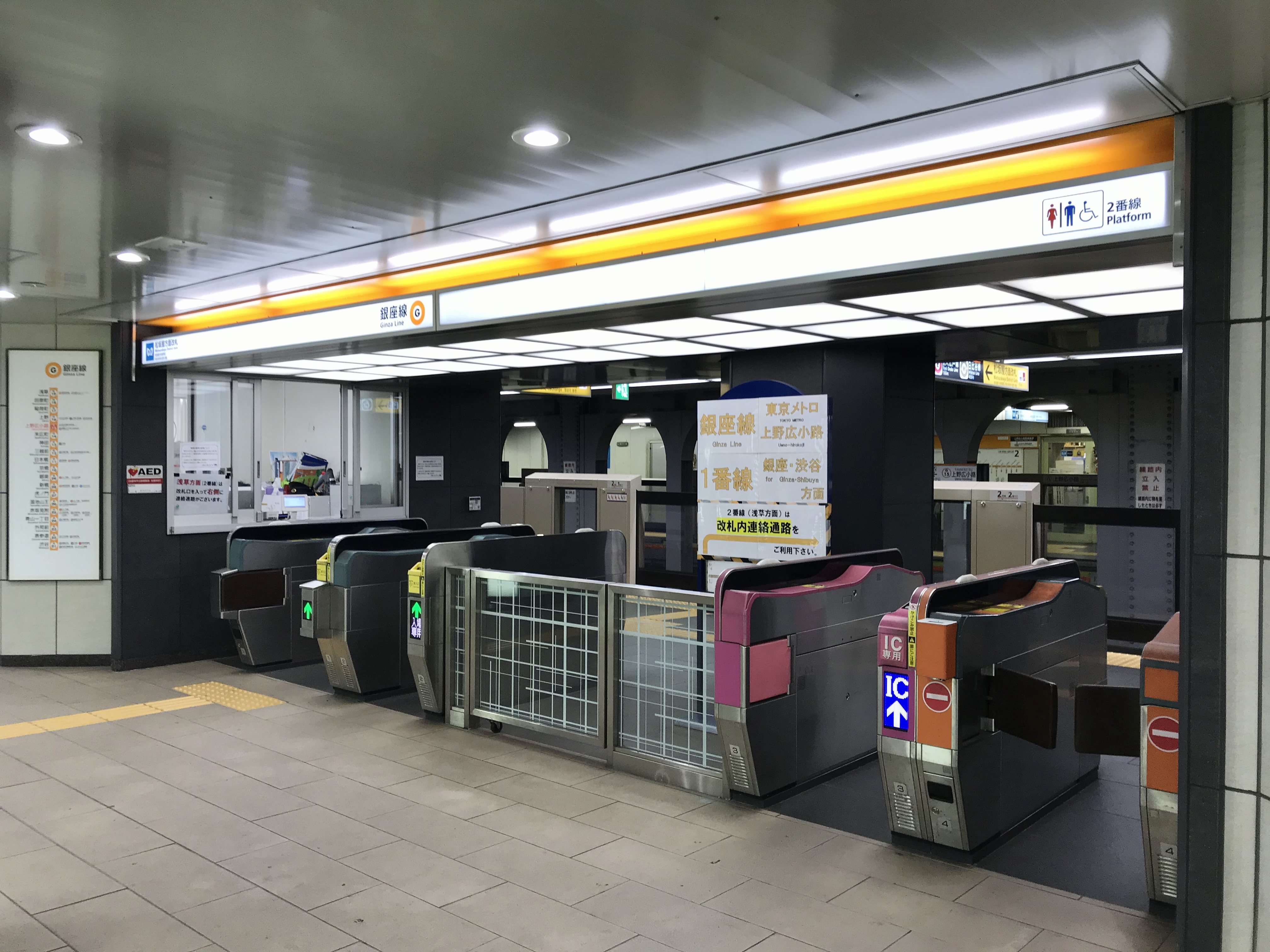
松坂屋方向閘口（2020年1月4日）

## 利用狀況
2017年度1日平均上下車人次為24,495人。數值不包含日比谷線仲御徒町站轉乘人數。是銀座線可轉乘車站當中最少人使用的。
- 包含日比谷線轉乘人數在內的2017年度1日平均上下車人次為24,747人[6]。

近年1日平均上下車、上車人次變化如下表。
| 年度               | 1日平均 上下車人次 | 1日平均 上車人次 | 來源    |
| ------------------ | ------------------ | ---------------- | ------- |
| 1992年（平成04年） |                    | 11,978           | [ 9 ]   |
| 1993年（平成05年） |                    | 11,811           | [ 10 ]  |
| 1994年（平成06年） |                    | 11,299           | [ 11 ]  |
| 1995年（平成07年） |                    | 10,964           | [ 12 ]  |
| 1996年（平成08年） |                    | 10,797           | [ 13 ]  |
| 1997年（平成09年） |                    | 10,258           | [ 14 ]  |
| 1998年（平成10年） |                    | 9,984            | [ 15 ]  |
| 1999年（平成11年） |                    | 9,738            | [ 16 ]  |
| 2000年（平成12年） |                    | 9,734            | [ 17 ]  |
| 2001年（平成13年） | 25,047             | 11,049           | [ 18 ]  |
| 2002年（平成14年） |                    | 11,049           | [ 19 ]  |
| 2003年（平成15年） | 21,293             | 11,104           | [ 20 ]  |
| 2004年（平成16年） | 23,308             | 11,101           | [ 21 ]  |
| 2005年（平成17年） | 23,335             | 11,159           | [ 22 ]  |
| 2006年（平成18年） | 23,533             | 11,288           | [ 23 ]  |
| 2007年（平成19年） | 23,419             | 11,240           | [ 24 ]  |
| 2008年（平成20年） | 23,064             | 11,107           | [ 25 ]  |
| 2009年（平成21年） | 22,596             | 10,893           | [ 26 ]  |
| 2010年（平成22年） | 22,379             | 10,687           | [ 27 ]  |
| 2011年（平成23年） | 21,631             | 10,358           | [ 28 ]  |
| 2012年（平成24年） | 22,280             | 10,641           | [ 29 ]  |
| 2013年（平成25年） | 22,438             | 10,720           | [ 30 ]  |
| 2014年（平成26年） | 22,520             | 10,784           | [ * 1 ] |
| 2015年（平成27年） | 23,112             | 11,066           | [ * 2 ] |
| 2016年（平成28年） | 23,437             | 11,236           | [ * 3 ] |
| 2017年（平成29年） | 24,495             |                  |         |

## 車站周邊
- 松坂屋上野店
- 阿美橫丁
- 湯島天神
- 通過連絡通路可至：
  - 御徒町站－東日本旅客鐵道（JR東日本）山手線、京濱東北線
  - 仲御徒町站－東京地下鐵日比谷線
  - 上野御徒町站－都營地下鐵大江戶線

另外，本站經春日通往西步行5分鐘可到達東京地下鐵千代田線的湯島站。

## 巴士路線
附近有「上野廣小路」、「上野松坂屋前」兩個巴士停留所，遠一點有「御徒町站前」停留所。

### 上野廣小路
- 學01　上野站←上野廣小路←東大病院～東大構内（限上野站方向停車）
- 都02　大塚站～春日站～上野廣小路～御徒町站前～本所一丁目～錦糸町站
- 上26　上野公園（→上野廣小路）～根津站～業平橋站～押上～龜戶站（限龜戶站方向停車）
- 上60　上野公園（→上野廣小路）～根津站～春日站～千石三丁目～大塚站～池袋站東口（限大塚站方向停車）
- 上69　小滝橋車庫～高田馬場站～早稲田～江戶川橋～春日站（→上野廣小路）～上野公園
- 上23　上野松坂屋前～上野廣小路～上野站～淺草壽町～押上～東墨田三丁目～平井站
- 草39　上野松坂屋前～上野廣小路～上野站～淺草壽町～青戶車庫～金町站（限平日日中）
- 上46　上野松坂屋前～上野廣小路～上野站～淺草壽町～南千住站入口～南千住八丁目～南千住站東口

### 上野松坂屋前
- 學01　上野站→上野松坂屋前→東大病院～東大構内（限東大構内方向）
- 上23　上野松坂屋前～上野站～淺草壽町～押上～東墨田三丁目～平井站
- 草39　上野松坂屋前～上野站～淺草壽町～青戶車庫～金町站（限平日日中）
- 上46　上野松坂屋前～上野站～淺草壽町～南千住站入口～南千住八丁目～南千住站東口
- 上58　上野松坂屋前～根津站～動坂下～江戶川橋～早稲田

### 御徒町站前
- 都02　大塚站～春日站～上野廣小路～御徒町站前～本所一丁目～錦糸町站

## 與上野松坂屋的關係
最初本站預定設於上野站往南約500公尺處，但在上野松坂屋知道三越全額資助建設費用興建三越日本橋本店前的三越前站計畫後，也向東京地下鐵道提出申請。
但是，相對於在設計階段就大幅介入的三越前站，路線動工後才追加的本站由於交涉條件不利，僅達成「站名不能為『松坂屋前』」、「站內不能有其他百貨店廣告」、「將來若有急行班次必須停靠本站」等條件。
現在日文版車內廣播在站名後加上「松坂屋前」。而之後開業的上野御徒町站也曾使用「（上野）松坂屋前」的副站名。

## 相鄰車站
東京地下鐵
 銀座線
末廣町（G 14）－上野廣小路（G 15）－上野（G 16）

### 來源
東京都統計年鑑
1. ↑  .   [2019-01-05]. （原始内容存档于2017-07-30）.
2. ↑  .   [2019-01-05]. （原始内容存档于2018-11-09）.
3. ↑  .   [2019-01-05]. （原始内容存档于2019-05-02）.

## 外部連結
- 上野廣小路/G15 | 路線・車站資訊 | 東京地下鐵